# Bill Hamid
Abdul Bilal Hamid, detto Bill (Annandale, 25 novembre 1990), è un calciatore statunitense, portiere del Miami FC.

## Carriera

### Club
Ha giocato nella massima serie statunitense con il D.C. United. Dopo otto stagioni con la franchigia di Washington si trasferisce ad inizio 2018 al Midtjylland, militante nella prima divisione danese, ma dopo una sola presenza in campionato nell'agosto dello stesso anno fa ritorno in prestito in Major League Soccer, sempre con la maglia del DC United.

### Nazionale
Ha esordito con la nazionale statunitense nel 2012.

## Palmarès

### Club
- Campionato danese: 1

Midtjylland: 2017-2018

### Nazionale
- Gold Cup: 2

2013, 2017

### Individuale
- MLS Best XI: 1

2014

## Stastiche

### Cronologia presenze e reti in nazionale
| Cronologia completa delle presenze e delle reti in nazionale ― Stati Uniti | Cronologia completa delle presenze e delle reti in nazionale ― Stati Uniti | Cronologia completa delle presenze e delle reti in nazionale ― Stati Uniti | Cronologia completa delle presenze e delle reti in nazionale ― Stati Uniti | Cronologia completa delle presenze e delle reti in nazionale ― Stati Uniti | Cronologia completa delle presenze e delle reti in nazionale ― Stati Uniti | Cronologia completa delle presenze e delle reti in nazionale ― Stati Uniti | Cronologia completa delle presenze e delle reti in nazionale ― Stati Uniti |
| Data                                                                       | Città                                                                      | In casa                                                                    | Risultato                                                                  | Ospiti                                                                     | Competizione                                                               | Reti                                                                       | Note                                                                       |
| -------------------------------------------------------------------------- | -------------------------------------------------------------------------- | -------------------------------------------------------------------------- | -------------------------------------------------------------------------- | -------------------------------------------------------------------------- | -------------------------------------------------------------------------- | -------------------------------------------------------------------------- | -------------------------------------------------------------------------- |
| 21-1-2012                                                                  | Glendale                                                                   | Stati Uniti                                                                | 1 – 0                                                                      | Venezuela                                                                  | Amichevole                                                                 | -                                                                          |                                                                            |
| 18-11-2014                                                                 | Dublino                                                                    | Irlanda                                                                    | 4 – 1                                                                      | Stati Uniti                                                                | Amichevole                                                                 | -4                                                                         |                                                                            |
| 15-7-2017                                                                  | Cleveland                                                                  | Nicaragua                                                                  | 0 – 3                                                                      | Stati Uniti                                                                | Gold Cup 2017 - 1º turno                                                   | -                                                                          |                                                                            |
| 14-11-2017                                                                 | Leiria                                                                     | Portogallo                                                                 | 1 – 1                                                                      | Stati Uniti                                                                | Amichevole                                                                 | -                                                                          | 46’                                                                        |
| 28-1-2018                                                                  | Carson                                                                     | Stati Uniti                                                                | 0 – 0                                                                      | Bosnia ed Erzegovina                                                       | Amichevole                                                                 | -                                                                          | 46’                                                                        |
| 2-6-2018                                                                   | Dublino                                                                    | Irlanda                                                                    | 2 – 1                                                                      | Stati Uniti                                                                | Amichevole                                                                 | -2                                                                         |                                                                            |
| 1-2-2020                                                                   | Los Angeles                                                                | Stati Uniti                                                                | 1 – 0                                                                      | Costa Rica                                                                 | Amichevole                                                                 | -                                                                          | 76’                                                                        |
| 9-12-2020                                                                  | Miami                                                                      | Stati Uniti                                                                | 6 – 0                                                                      | El Salvador                                                                | Amichevole                                                                 | -                                                                          |                                                                            |
| Totale                                                                     |                                                                            | Presenze                                                                   | 8                                                                          |                                                                            | Reti                                                                       | -6                                                                         |                                                                            |